# 国際連合安全保障理事会決議182
国際連合安全保障理事会決議182（こくさいれんごうあんぜんほしょうりじかいけつぎ182、英語: United Nations Security Council Resolution 182、UNSCR182）は、1963年12月4日に国際連合安全保障理事会で採択された決議である。
南アフリカ共和国政府が同年8月の安保理決議181に対する協力拒否を表明したため、安保理は、南アフリカ政府に対して過去の決議に従うよう再度求めるとともに、全ての国に対して決議181に従うよう求めた。安保理はさらに、国連事務総長に対して、南アフリカ問題の解決について検討する専門家小グループを設置し、1964年6月1日までに安保理に報告するよう求めた。
この決議は、11か国の全会一致により採択された。